# Nackawic
Nackawic est une ancienne ville du Nouveau-Brunswick, au Canada. Elle fait partie de la ville de Nackawic-Millville depuis la réforme de la gouvernance locale du 1er janvier 2023.

## Toponyme
Nackawic est nommé ainsi d'après le ruisseau Nackawic, un nom dérivé du malécite Nelgwaweegekm, signifiant probablement ruisseau droit, faisant référence au fait que le ruisseau, avant l'ouverture du barrage de Mactaquac, était parallèle avec le fleuve dans la fin de son cours.

## Géographie

### Situation
Nackawic est situé sur la rive gauche (nord) du fleuve Saint-Jean, au niveau du coude de Nackawick. La ville surplombe l'anse Culliton, qui est en fait l'estuaire de la rivière Nackawic dans le fleuve.
Nackawick possède un territoire presque rectangulaire, orienté nord sud, bordé par le fleuve à l'est et par Southampton sur les autres côtés. Queensbury se trouve à environ 400 mètres au nord-est et sur l'autre rive du fleuve se trouve Dumfries.

### Transport
Nackawic est situé le long de la route 105, qui relie la ville à Fredericton par l'est et à Woodstock par l'ouest. Un pont le long de cette route permet de franchir l'anse Culliton. Le pont de Hawkshaw, au sud, traverse le fleuve et permet d'accéder à la route 2, qui est un tronçon de la route transcanadienne. Le chemin Rossville, à l'ouest, ainsi que la route 603, au nord, sont des voies secondaires d'accès à partir de Southampton. Nackawic n'est plus desservi par le chemin de fer et bien que le fleuve soit navigable, le barrage de Mactaquac, en aval, empêche tout déplacement sur de longues distances.

### Quartiers
La ville compte trois quartiers. Nackawic à proprement parler est situé au niveau du Coude et sur la rive sud de l'anse Culliton. Ce quartier regroupe la plupart des résidences, commerces et services. Au nord de l'anse Culliton se trouvent quelques maisons éparses, l'usine de pâte et papiers et le terrain de golf. Au sud de Nackawic et au bord du fleuve se trouve le hameau de Southampton, qui s'étend en partie vers l'ouest dans la paroisse de Southampton.

### Logement
La ville comptait 444 logements privés en 2006, dont 405 occupés par des résidents habituels. Parmi ces logements, 76,5 % sont individuels, 2,5 % sont jumelés, 0,0 % sont en rangée, 0,0 % sont des appartements ou duplex et 12,3 % sont des immeubles de moins de cinq étages. Enfin, 8,6 % des logements entrent dans la catégorie autres, tels que les maisons-mobiles. 80,2 % des logements sont possédés alors que 19,8 % sont loués. 84,0 % ont été construits avant 1986 et 9,9 % ont besoin de réparations majeures. Les logements comptent en moyenne 7,2 pièces et 0,0 % des logements comptent plus d'une personne habitant par pièce. Les logements possédés ont une valeur moyenne de 103 903 $, comparativement à 119 549 $ pour la province.

## Histoire
L'école élémentaire Nackawic et l'école secondaire de deuxième cycle Nackawic sont toutes deux inaugurées en 1967. L'école intermédiaire Nackawic ouvre quant à elle ses portes en 1971. Nackawic est constitué en municipalité le 7 avril 1976. La caserne de pompiers est détruite dans un incendie vers la mi juillet 2014.

## Démographie
(juillet 2016).
La ville comptait 977 habitants en 2006, soit une baisse de 6,2 % en cinq ans. Il y a en tout 405 ménages dont 340 familles. Les ménages comptent en moyenne 2,4 personnes tandis que les familles comptent en moyenne 2,5 personnes. Les ménages sont composés de couples avec enfants dans 21,0 % des cas, de couples sans enfants dans 45,7 % des cas et de personnes seules dans 17,3 % des cas alors que 16,0 % des ménages entrent dans la catégorie autres (familles monoparentales, colocataires, etc.). 70,6 % des familles comptent un couple marié, 13,2 % comptent un couple en union libre et 16,2 % sont monoparentales. Dans ces dernières, une femme est le parent dans tous les cas. L'âge médian est de 43,2 ans, comparativement à 41,5 ans pour la province. 82,6 % de la population est âgée de plus de 15 ans, comparativement à 83,8 % pour la province. Les femmes représentent 50,3 % de la population, comparativement à 51,3 % pour la province. Chez les plus de 15 ans, 21,6 % sont célibataires, 61,1 % sont mariés, 3,7 % sont séparés, 6,8 % sont divorcés et 5,2 % sont veufs. De plus, 9,3 % vivent en union libre.
| 1981  | 1986  | 1991  | 1996  | 2001  | 2006 | 2011  | 2016 |
| ----- | ----- | ----- | ----- | ----- | ---- | ----- | ---- |
| 1 357 | 1 288 | 1 224 | 1 167 | 1 042 | 977  | 1 049 | 941  |

Les autochtones représentent 1,5 % de la population et aucun habitant fait partie d'une minorité visible. Les immigrants représentent 1,0 % de la population et il n'y a aucun résident permanent. Tous les habitants sont citoyens canadiens et 92,6 % des habitants âgés de plus de 15 ans sont issus de familles établies au Canada depuis trois générations ou plus. En date du 16 mai 2006, 84,0 % des gens avaient la même adresse depuis au moins un an alors que 7,2 % habitaient auparavant ailleurs dans la même ville, que 8,8 % habitaient ailleurs dans la province et que personne habitait ailleurs au pays ou dans le monde. À la même date, 56,5 % des gens avaient la même adresse depuis au moins cinq ans alors que 15,1 % habitaient auparavant ailleurs dans la même ville, que 24,2 % habitaient ailleurs dans la province, que 4,3 % habitaient ailleurs au pays et que personne habitait ailleurs dans le monde.
La langue maternelle est le français chez 13,3 % des habitants, l'anglais chez 86,7 % alors que 1,0 % sont allophones. Les deux langues officielles sont comprises par 22,6 % de la population alors que 1,0 % des habitants sont unilingues francophones, que 76,4 % sont unilingues anglophones et que personne ne connaissent ni l'anglais ni le français. Le français est parlé à la maison par 7,7 % des gens, l'anglais par 91,3 %, les deux langues officielles par 1,5 %. Le français est utilisé au travail par 1,9 % des travailleurs et l'anglais par 96,2 % alors que 2,9 % des travailleurs utilisent les deux langues officielles.
| Évolution des langues maternelles (en %) | Légende                                                         |
| ---------------------------------------- | --------------------------------------------------------------- |
|                                          | - Anglais - Français - Anglais et français - Autre(s) langue(s) |
| Sources,:                                |                                                                 |

Chez les plus de 15 ans, 25,3 % n'ont aucun certificat, diplôme ou grade, 26,5 % ont uniquement un diplôme d'études secondaires ou l'équivalent et 47,5 % détiennent aussi un certificat, un diplôme ou un grade post-secondaire; par comparaison, ces taux s'élèvent à 29,4 %, 26,0 % et 44,6 % au provincial. Parmi la même tranche d'âge, 14,2 % des gens possèdent un diplôme d'un programme d'un an au CCNB ou l'équivalent, 21,0 % détiennent un diplôme d'un programme de trois ans au CCNB ou l'équivalent, 5,6 % ont un diplôme ou un certificat universitaire inférieur au baccalauréat et 6,8 % ont un certificat, un diplôme ou un grade universitaire plus élevé. Parmi ces diplômés, 9,1 % sont formés en enseignement, aucun en arts ou en communications, 2,6 % en sciences humaines, aucun en sciences sociales ou en droit, 22,1 % en commerce, en gestion ou en administration, 3,9 % en sciences et technologies, 5,2 % en mathématiques ou en informatique, 23,4 % en architecture, en génie ou dans des domaines connexes, 3,9 % en agriculture, en ressources naturelles ou en conservation, 15,6 % en santé, parcs, récréation ou conditionnement physique, 13,0 % en services personnels, de protection ou de transport et aucun dans d'autres domaines. Les diplômés post-secondaires ont terminé leurs études à l'extérieur du pays dans 2,6 % des cas.

## Économie

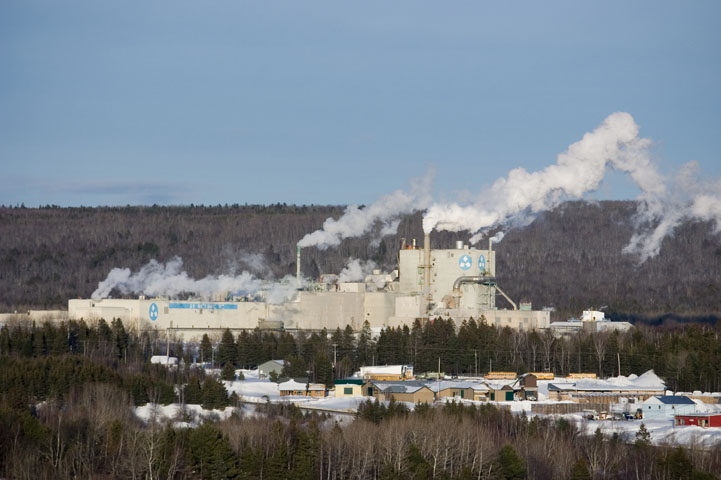
L'usine de pâte et papier Av Nackawic.

Le recensement de 2006 de Statistique Canada fournit aussi des données sur l'économie. Chez les habitants âgés de plus de 15 ans, le taux d'activité était alors de 58,0 %, le taux d'emploi était de 50,0 % et le taux de chômage était de 13,8 % ; à titre de comparaison, ceux de la province étaient respectivement de 63,7 %, 57,3 % et 10,0 %.
On dénombrait 10,8 % des emplois dans l'agriculture, la pêche et les autres ressources, 5,4 % dans la construction, 16,1 % dans la fabrication, aucun dans le commerce de gros, 12,9 % dans le commerce de détail, 6,5 % dans la finance et l'immobilier, 4,3 % dans la santé et les services sociaux, 6,5 % dans l'éducation, 10,8 % dans les services de commerce et 26,9 % dans les autres services.
Chez les personnes âgées de 15 ans et plus, 490 ont déclaré des gains et 715 ont déclaré un revenu en 2005. 93,2 % avaient aussi déclaré des heures de travail non rémunérées. Le revenu médian s'élevait alors à 22 915 $ avant et à 20 362 $ après impôt, comparativement à la moyenne provinciale de 22 000 $ avant et 20 063 $ après impôt; les femmes gagnaient en moyenne 4 471 $ de moins que les hommes après impôt, soit 15 891 $. En moyenne, 61,2 % du revenu provenait de gains, 24,6 % de transferts gouvernementaux et 14,7 % d'autres sources. 10,3 % de toutes les personnes dans les ménages avaient un faible revenu après impôt, une proportion montant à 17,8 % pour les moins de 18 ans.
Parmi la population active occupée, seulement 5,0 % des gens n'ont pas de lieu de travail fixe, et aucun d'entre eux ne travaille à domicile ou à l'extérieur du pays. Parmi les travailleurs ayant un lieu de travail fixe, 44,0 % travaillaient en ville, 33,3 % travaillaient ailleurs dans le comté, 21,3 % travaillaient dans un autre comté et aucun ne travaillaient dans une autre province.
Entreprise Central NB, membre du Réseau Entreprise, a la responsabilité du développement économique.

## Administration
(juillet 2016).

### Conseil municipal
Le conseil municipal est formé d'un maire et de cinq conseillers généraux.
Le conseil municipal actuel est élu lors de l'élection quadriennale du 10 mai 2016.
Anciens conseils municipaux
Un conseil est formé à la suite de l'élection du 12 mai 2008. Le conseiller Jamie Douglas Young est toutefois élu lors d'une élection partielle tenue le 11 mai 2009. Le conseil municipal suivant est élu lors de l'élection quadriennale du 14 mai 2012. Janet L. Caldwell quitte ensuite le conseil. Une élection partielle a lieu le 29 octobre suivant et Karen P. Howell est élue conseiller.
| Mandat      | Fonctions   | Nom(s)                                                                                     |
| ----------- | ----------- | ------------------------------------------------------------------------------------------ |
| 2012 - 2016 | Maire       | Nancy A. Cronkhite                                                                         |
| 2012 - 2016 | Conseillers | Gail M. Farnsworth, Karen P. Howell, Jennifer Lynch Lamey, Doug J. Mercer, Brian E. Toole. |

| Mandat      | Fonctions   | Nom(s)                                                                                |
| ----------- | ----------- | ------------------------------------------------------------------------------------- |
| 2008 - 2012 | Maire       | Rowena E. Simpson                                                                     |
| 2008 - 2012 | Conseillers | Brian Allison Grant, Karen P. Powell, Jacques Laroche, Paul P. Légère, Peter Seymour. |

| Période                                  | Période  | Identité           | Étiquette | Qualité    |
| ---------------------------------------- | -------- | ------------------ | --------- | ---------- |
| 1968                                     | 1974     | Byron Meredith     |           | Enseignant |
| 1974                                     | 1983     | Robert B. Simpson  |           | Enseignant |
| 19??                                     | 19??     | Steven Hawkes      |           |            |
| 19??                                     | 2001     | J. Craig Melanson  |           |            |
| 2001                                     | 2008     | Robert Connors     |           |            |
| 2008                                     | 2012     | Rowena E. Simpson  |           |            |
| 2012                                     | en cours | Nancy A. Cronkhite |           |            |
| Les données manquantes sont à compléter. |          |                    |           |            |

### Commission de services régionaux
Nackawic fait partie de la Région 11, une commission de services régionaux (CSR) devant commencer officiellement ses activités le 1er janvier 2013. Nackawic est représenté au conseil par son maire. Les services obligatoirement offerts par les CSR sont l'aménagement régional, la gestion des déchets solides, la planification des mesures d'urgence ainsi que la collaboration en matière de services de police, la planification et le partage des coûts des infrastructures régionales de sport, de loisirs et de culture; d'autres services pourraient s'ajouter à cette liste.

### Représentation et tendances politiques
Nackawic est membre de l'Union des municipalités du Nouveau-Brunswick.
 Nouveau-Brunswick: Nackawic fait partie de la circonscription provinciale de York-Nord, qui est représentée à l'Assemblée législative du Nouveau-Brunswick par Kirk MacDonald, du Parti progressiste-conservateur. Il fut élu pour la première fois lors de l'élection générale de 1999 puis réélu à chaque fois depuis, la dernière fois en 2010.
 Canada: Nackawic fait partie de la circonscription électorale fédérale de Tobique—Mactaquac, qui est représentée à la Chambre des communes du Canada par Michael Allen, du Parti conservateur. Il fut élu lors de la 39e élection générale, en 2006, et réélu en 2008.

## Vivre à Nackawic

### Éducation
Nackawic compte trois écoles publiques anglophones faisant partie du district scolaire #14. Les élèves fréquentent tout d'abord l'école élémentaire de la maternelle à la 5e année avant d'aller à l'école intermédiaire de la 6e à la 8e année et finalement à l'école secondaire jusqu'en 12e année. Toutes trois offrent un programme d'immersion française.
La ville est incluse dans le territoire du sous-district 10 du district scolaire Francophone Sud. Les écoles francophones les plus proches sont à Fredericton alors que les établissements d'enseignement supérieurs les plus proches sont dans le Grand Moncton.
Nackawic possède une bibliothèque publique en milieu scolaire, à l'école secondaire. Nackawic possède aussi un poste d'Ambulance Nouveau-Brunswick et une caserne de pompiers.

### Autres services
La ville possède un poste de la Gendarmerie royale du Canada. Il dépend du district 7, dont le bureau principal est situé à Woodstock. Il y a aussi un bureau de poste.
Les anglophones bénéficient des quotidiens Telegraph-Journal, publié à Saint-Jean, et The Daily Gleaner, publié à Fredericton. Ils ont aussi accès au bi-hebdomadaire Bugle-Observer, publié à Woodstock. Les francophones ont accès par abonnement au quotidien L'Acadie nouvelle, publié à Caraquet, ainsi qu'à l'hebdomadaire L'Étoile, de Dieppe.

### Sport et parcs
La ville bénéficie du club de golf de Nackawic, un parcours de 9 trous. La ville dispose aussi d'un aréna. La plage de Nackawic est une plage d'eau douce non surveillée, disposant de toilettes, d'un terrain de jeu et d'une aire de pique-nique.
Le Jardin international est le principal parc de la ville.

### Religion
L'église St. John the Evangelist est une église anglicane. L'église Sts. Simon and Jude est une église catholique romaine faisant partie du diocèse de Saint-Jean.

## Culture

### Langues
Selon la Loi sur les langues officielles, Nackawic est officiellement anglophone puisque moins de 20 % de la population parle le français.

### Personnalités
- Gordie Dwyer (né à Dalhousie en 1978), joueur de hockey dans la LNH ;
- Casey LeBlanc (né à Woodstock en 1987), chanteuse ;
- Robert B. Simpson (né à Miramichi en 1943), homme politique et maire.

### Architecture et monuments
La plus grande hache du monde est située à Nackawic, sur l'allée Otis. Elle symbolise l'importance de l'industrie forestière pour la ville et la province.